# King Lori
King Lori è il primo album in studio della rapper kosovaro-svizzera Loredana, pubblicato il 13 settembre 2019 dalla Groove Attack.

## Tracce
1. Hana – 2:50 (testo: Loridana Zefi – musica: Joshua Allery, Laurin Auth)
2. Labyrinth – 2:35 (testo: Loridana Zefi – musica: Joshua Allery, Laurin Auth)
3. OMG – 2:50 (testo: Loridana Zefi – musica: Joshua Allery, Laurin Auth)
4. Jetzt rufst du an – 2:31 (testo: Loridana Zefi, Laurin Auth, Karolina Schrader – musica: Joshua Allery, Laurin Auth)
5. Keine Rosen – 3:19 (testo: Loridana Zefi – musica: Joshua Allery, Laurin Auth)
6. Durch die Nacht – 2:31 (testo: Loridana Zefi, Laurin Auth – musica: Joshua Allery, Laurin Auth)
7. Feuer (feat. Getinjo) – 2:55 (testo: Loridana Zefi, Getoar Aliu, Julian Otto – musica: Joshua Allery, Laurin Auth)
8. Eiskalt (feat. Mozzik) – 2:31 (testo: Loridana Zefi, Gramoz Aliu – musica: Joshua Allery, Laurin Auth)
9. Kein Plan (feat. Mero) – 2:35 (testo: Loridana Zefi, Enes Meral – musica: Joshua Allery, Laurin Auth)
10. Nicht allein (feat. Mozzik) – 3:06 (testo: Loridana Zefi, Gramoz Aliu – musica: Joshua Allery, Laurin Auth)
11. Genick – 3:25 (testo: Loridana Zefi – musica: Joshua Allery, Laurin Auth)
12. Nicht wie Du – 2:38 (testo: Loridana Zefi – musica: Joshua Allery, Laurin Auth)

## Formazione
Musicisti
- Loredana – voce
- Getinjo – voce aggiuntiva (traccia 7)
- Mozzik – voce aggiuntiva (tracce 8 e 10)
- Mero – voce aggiuntiva (traccia 9)

Produzione
- Miksu – produzione esecutiva, produzione
- Macloud – produzione esecutiva, produzione
- Mr. Finch – co-produzione (traccia 4)
- Deats – co-produzione (traccia 7)
- Lee – co-produzione (traccia 9)
- Tilia – co-produzione (traccia 10)

## Classifiche

### Classifiche settimanali
| Classifica (2019) | Posizione massima |
| ----------------- | ----------------- |
| Austria           | 2                 |
| Germania          | 3                 |
| Svizzera          | 2                 |

### Classifiche di fine anno
| Classifica (2019) | Posizione |
| ----------------- | --------- |
| Austria           | 67        |
| Germania          | 85        |